# Елкв'ю (Західна Вірджинія)
Елкв'ю (англ. Elkview) — переписна місцевість (CDP) в США, в окрузі Кенова штату Західна Вірджинія. Населення — 1116 осіб (2020).

## Географія
Елкв'ю розташований за координатами 38°25′55″ пн. ш. 81°28′27″ зх. д. / 38.43194° пн. ш. 81.47417° зх. д. (38.431974, -81.474213).  За даними Бюро перепису населення США в 2010 році переписна місцевість мала площу 4,54 км², з яких 4,35 км² — суходіл та 0,19 км² — водойми.

## Демографія
Згідно з переписом 2010 року, у переписній місцевості мешкали 1222 особи в 527 домогосподарствах у складі 353 родин. Густота населення становила 269 осіб/км².  Було 568 помешкань (125/км²).
Расовий склад населення:
| - 99,1 % — білих - 0,4 % — азіатів |

До двох чи більше рас належало 0,4 %. Частка іспаномовних становила 0,6 % від усіх жителів.
За віковим діапазоном населення розподілялося таким чином: 19,0 % — особи молодші 18 років, 61,9 % — особи у віці 18—64 років, 19,1 % — особи у віці 65 років та старші. Медіана віку мешканця становила 44,7 року. На 100 осіб жіночої статі у переписній місцевості припадало 88,3 чоловіків;  на 100 жінок у віці від 18 років та старших — 81,7 чоловіків також старших 18 років.
Середній дохід на одне домашнє господарство  становив 53 603 долари США (медіана — 43 750), а середній дохід на одну сім'ю — 59 465 доларів (медіана — 60 602). За межею бідності перебувало 6,2 % осіб, у тому числі 0,0 % дітей у віці до 18 років та 4,1 % осіб у віці 65 років та старших.
Цивільне працевлаштоване населення становило 535 осіб. Основні галузі зайнятості: освіта, охорона здоров'я та соціальна допомога — 27,1 %, мистецтво, розваги та відпочинок — 15,7 %, публічна адміністрація — 11,4 %, роздрібна торгівля — 10,8 %.